# Zaculeu
Zaculeu (nome tradicional) ou Saqulew (escrita moderna Maia) foi uma cidade maia pré-colombiana cujo sítio arqueológico esta situado nas terras altas sudoeste da Guatemala a pouca distância da cidade de Huehuetenango. Saqulew foi a capital do reino mam da civilização Maia.

## História
O início do assentamento da cidade se deu no período clássico inicial, durante a fase Atzán nos anos de 250 d.C.
A cidade atingiu o seu auge, cerca dos anos de 1480. Os mames a chamavam de Zaculeu, que significa Terra Branca.
Quando a Coroa Espanhola invadiu a América do Sul, chegando a Guatemala no ano de 1524. O rei mame Kaibil Balam, entrincheirou a fortaleza contra os espanhóis, mas a cidade caiu em outubro de 1525. Depois da conquista, a cidade não foi utilizada pelos espanhóis por ser um local isolado; e a cidade caiu em ruínas.
No dia 24 de abril de 1931, o sítio foi declarado como Monumento Nacional do período pré-hispânico, com o nome de Tzaculeu, que posteriormente passou para o nome oficial de Zaculeu. Em 1949, o sítio passou a ser administrado pelo governo guatemalteco, que abriu para o turismo.

## Características
O local para o assentamento da cidade foi estrategicamente escolhido por apresentar uma fortificação natural. Está localizada sobre um planalto, cercado por ravina em três de seus lados, com apenas um acesso estreito. Está em solo fértil e próximo a dois rios. A cidade possui uma área de 1.400 m². Foi dividida em dois setoresː real e popular. O setor real foi reservado para os templos, palácios e praças; no setor popular foi reservado para as residências e agricultura. No período clássico tardio, foi utilizado alvenaria nas construções, com pedras não tratadas e argamassa de adobe. Usaram cal branca para rebocar as paredes, terraços, pisos e degraus. Foram encontrados vestígios de gesso pintado com desenhos geométricos e florais, sugerindo que os edifícios possam ter sido pintados com cores vivas.
Na entrada há um monte em formato oblongo, onde possui as ruínas de uma estrutura da fortificação, que guardava a entrada.
A principal estrutura é a Grande Pirâmide. Construída com o corpo escalonado, no estilo talud-tablero, possui aproximadamente 12 metros de altura, e em seu topo foi construído um templo com 3 portas de acesso. Este templo foi reconstruído por uma empresa com base em conjecturas.
À direita da Grande Pirâmide, está localizada a Praça Principal, medindo 54 x 38 metros. Nesta praça era realizado as cerimonias religiosas. Na lateral norte da praça, há uma estrutura piramidal, com um templo em seu topo, e é interligada a uma plataforma de altar. Ao entorno destas estruturas foram encontrados sepultamentos.
A quadra de bola foi construída em forma quadrada, com 48 metros de comprimento. Em duas laterais foram construídas estruturas inclinadas e o piso foi feito com gesso calcário.

## Escavações
Depois de séculos abandonada, John Lloyd Stephens e Frederick Catherwood visitaram as ruínas da cidade, no ano de 1840. E em 1841, Stephens publicou sobre as ruínas de Zaculeu e realizou escavações em um dos montes do sítio, encontrando vestígios cerâmicos.
Em 23 de fevereiro de 1946, foi concedida licença à United Fruit Company para a realização de escavações e estudos arqueológicos, até o no de 1949. Durante este período, a empresa montou um pequeno museu no sítio, expondo alguns artefatos, como cerâmicas de uso cotidiano e funerários; e restaurou algumas ruínas, com técnicas e materiais indevidos, não utilizadas na arqueologia.

## Turismo
O sítio arqueológico é um importante ponto turístico da região. Está aberta para visitação, com entrada paga e restrição de horário. Há um museu com exposição de artefatos encontrados durante as escavações, como cerâmicas de uso cotidiano da antiga cidade.